# Arteria circumflexa femoris medialis

Schematische Darstellung der Arterien des Oberschenkels

Die Arteria circumflexa femoris medialis („innenseitige, den Oberschenkelknochen umgreifende Schlagader“) ist eine Schlagader der unteren Extremität im Bereich des Oberschenkels.

## Mensch
Die Arteria circumflexa femoris medialis entspringt beim Menschen zumeist aus der Arteria profunda femoris, gelegentlich auch direkt aus der Arteria femoralis. Anschließend zieht sie innenseitig (medial) um den Schaft des Oberschenkelknochens, wobei sie zunächst zwischen dem Musculus pectineus und Musculus iliopsoas und dann zwischen Musculus obturator internus und Musculus adductor brevis verläuft. Sie entsendet dabei einen Ast an die Beckenpfanne, der durch die Incisura acetabuli zieht und mit dem Ramus acetabularis der Arteria obturatoria anastomosiert. Der fortlaufende Hauptstamm verläuft über den oberen Rand des Musculus adductor magnus und teilt sich unterhalb des Musculus quadratus femoris in zwei Äste.
Ein Ast zieht kopfwärts (kranial) zur Fossa trochanterica des Oberschenkelknochens und anastomosiert dort mit der Arteria glutaea inferior und superior sowie der Arteria circumflexa femoris lateralis. Der zweite Ast wendet sich zur Außenseite des Oberschenkelknochens und geht Verbindungen mit der Arteria glutealis inferior und der Arteria circumflexa femoris lateralis ein.

## Vergleichende Anatomie
Bei den übrigen Säugetieren geht die Arteria circumflexa femoris medialis ebenfalls zumeist aus der Arteria profunda femoris ab und zieht in Richtung der langen Sitzbeinmuskeln. In ihrem Verlauf teilt sie sich in mehrere Äste:
- Der Ramus obturatorius zieht durch das Foramen obturatum und versorgt Musculus obturatorius internus und Musculus obturatorius externus.
- Der Ramus acetabularis zieht durch die Incisura acetabuli und versorgt das Hüftgelenk und die Rotatoren der Hüfte.
- Der Ramus profundus zieht zwischen Musculus obturatorius externus und Musculus quadratus femoris an die Außenseite des Oberschenkelknochens und anastomosiert dort mit der Arteria circumflexa femoris lateralis.
- Der Ramus ascendens zieht in Richtung Sitzbeinhöcker und versorgt die Adduktoren und die langen Sitzbeinmuskeln.
- Der Ramus transversus ist der stärkste Ast des Gefäßes und übernimmt einen Großteil der Blutversorgung der langen Sitzbeinmuskeln.